# Новгород-Северский район
Но́вгород-Се́верский райо́н (укр. Новгород-Сіверський район) — административная единица на северо-востоке Черниговской области Украины. Административный центр — город Новгород-Северский.

## География
Площадь района — 4630,4 км² (в старых границах до 2020 года — 1804 км²).

## История
21 января 1959 года к Новгород-Северскому району был присоединён Гремячский район.
17 июля 2020 года в результате административно-территориальной реформы район был укрупнён, в его состав вошли территории:
- Новгород-Северского района,
- Коропского района,
- Семёновского района,
- частично (северо-западной оконечности) Сосницкого района,
- а также города областного значения Новгород-Северский.

## Население
Численность населения района в укрупнённых границах — 66,4 тыс. человек.
Численность населения района в границах до 17 июля 2020 года по состоянию на 1 января 2020 года — 12 340 человек (всё — сельское).

## Административное устройство
Район в укрупнённых границах с 17 июля 2020 года делится на 4 территориальные общины (громады), в том числе 2 городские и 2 поселковые общины (в скобках — их административные центры):
- Городские:
  - Новгород-Северская городская община (город Новгород-Северский),
  - Семёновская городская община (город Семёновка);
- Поселковые:
  - Коропская поселковая община (пгт Короп),
  - Понорницкая поселковая община (пгт Понорница).

### История деления района
Количество местных советов в старых границах района до 17 июля 2020 года:
- 1 городской — Новгород-Северский городской совет
- 25 сельских — Березовогатский сельский совет, Биринский сельский совет, Блистовский сельский совет, Будо-Воробьевский сельский совет, Бучковский сельский совет, Воробьевский сельский совет, Горбовский сельский совет, Гремяцкий сельский совет, Дегтярёвский сельский совет, Каменско-Слободский сельский совет, Кировский сельский совет, Ковпинский сельский совет, Команский сельский совет, Кудлаивский сельский совет, Ларинивский сельский совет, Лесконоговский сельский совет, Мамекинский сельский совет, Михальчино-Слободский сельский совет, Объеднанский сельский совет, Орловский сельский совет, Печенюговский сельский совет, Поповский сельский совет, Смяцкий сельский совет, Чайкинский сельский совет, Шептаковский сельский совет.

Всего (в старых границах района до 17 июля 2020 года) 91 населенный пункт:
- Города: Новгород-Северский.
- Посёлки: Красная Горка.
- Сёла: Араповичи, Аршуки, Берёзовая Гать, Бирино, Блистова, Богданово, Бугриновка, Буда-Воробьёвская, Будище, Бучки, Великий Гай, Вильчики, Владимировка, Внутренний Бор, Воробьёвка, Восточное, Гай, Гнатовка, Горбово, Горки, Городище, Гремяч, Дегтярёвка, Диброва, Дробышев, Заря, Каменская Слобода, Камень, Карабаны, Киселёвка, Клевин, Ковпинка, Колос, Комань, Красный Хутор, Кремский Бугор, Кролевец-Слободка, Кудлаевка, Кузьминское, Лариновка, Леньков, Лесконоги, Лизуновка, Ломанка, Лоска, Мамекино, Михайловка, Михальчина Слобода, Молчанов, Муравейник, Муравьи, Николаевское, Новенькое, Новосёловка, Объединённое, Орловка, Осово, Печенюги, Подгорное, Полюшкино, Поповка, Прокоповка, Путивск, Пушкари, Роговка, Роща, Сапожков Хутор, Слободка, Смяч, Соловьёв, Стахорщина, Студинка, Троицкое, Узруй, Ушевка, Фаевка, Форостовичи, Фурсово, Чайкино, Чернацкое, Чулатов, Шептаки, Юхново, Ямное, Ясная Поляна, Ясное.

## Исчезнувшие населённые пункты
- Комары
- Полянское
- Попово
- Новая Софиевка